# Lloret capgroc
El lloret capgroc (Geoffroyus heteroclitus) és una espècie d'ocell de la família dels psitàcids que habita zones boscoses de les terres baixes de l'Arxipèlag Bismarck, illes Lihir i Illes Salomó.

## Descripció
Mesura al voltant de 25 cm de llarg. Presenta un plomatge de color verd en la major part del seu cos, amb el cap groga en el cas dels mascles, envoltada pel coll gris blavós o violeta segons les subespècies. En canvi les femelles tenen el cap gris. El seu bec és groguenc i molt corbat cap avall, i les seves potes grisenques.